# Liste der Vereinigungen mit Beteiligungsabsicht an der Bundestagswahl 2017
Nach § 18 (2) des Bundeswahlgesetzes mussten Parteien ihre Beteiligungsabsicht an der Bundestagswahl 2017 bis zum 97. Tag vor der Wahl (19. Juni 2017) dem Bundeswahlleiter anzeigen, sofern sie nicht im Deutschen Bundestag (CDU, SPD, Linke, Grüne und CSU) oder einem Landtag (FDP, AfD, Freie Wähler) seit deren letzter Wahl auf Grund eigener Wahlvorschläge ununterbrochen mit mindestens fünf Abgeordneten vertreten waren.
Die Liste führt alle 63 Parteien und politische Vereinigungen auf, die diese Beteiligungsanzeige für die Bundestagswahl 2017 rechtzeitig eingereicht haben. Die Nummerierung folgt der Reihenfolge des Eingangs der Anzeigen.
| Nr. | Kurzbezeichnung       | Parteiname Zusatzbezeichnung                                                                  | Entscheidung Bundeswahlausschuss | Landeslisten |
| --- | --------------------- | --------------------------------------------------------------------------------------------- | -------------------------------- | ------------ |
| 1   | Die PlanetBlauen      | WasserPartei Deutschland-WPD Die NaturWeißen                                                  | Nein, keine Parteieigenschaft    | –            |
| 2   | Tierschutzallianz     | Allianz für Menschenrechte, Tier- und Naturschutz                                             | Ja                               | 2            |
| 3   | DIE VIOLETTEN         | Die Violetten für spirituelle Politik                                                         | Ja                               | 0            |
| 4   | MG                    | Magdeburger Gartenpartei ökologisch, sozial und ökonomisch                                    | Ja                               | 1            |
| 5   | DKP                   | Deutsche Kommunistische Partei                                                                | Ja                               | 9            |
| 6   | MLPD                  | Marxistisch-Leninistische Partei Deutschlands                                                 | Ja                               | 16           |
| 7   | DIE RECHTE            | Die Rechte                                                                                    | Ja                               | 1            |
| 8   | DGP                   | Die Gerade Partei                                                                             | Ja                               | 0            |
| 9   | KPD                   | Kommunistische Partei Deutschlands                                                            | Nein, formelle Gründe            | –            |
| 10  |                       | Fokus Partei                                                                                  | Nein, keine Parteieigenschaft    | –            |
| 11  | FREIE WÄHLER *        | Freie Wähler                                                                                  | Ja                               | 16           |
| 12  | Deutsche Konservative | Deutsche Konservative                                                                         | Ja                               | 0            |
| 13  | UNABHÄNGIGE           | Unabhängige für bürgernahe Demokratie                                                         | Ja                               | 0            |
| 14  | BüSo                  | Bürgerrechtsbewegung Solidarität                                                              | Ja                               | 4            |
| 15  | INI146                | Initiative 146                                                                                | Nein, keine Parteieigenschaft    | –            |
| 16  |                       | Einiges Deutschland                                                                           | Nein, formelle Gründe            | –            |
| 17  | Tierschutzpartei      | Partei Mensch Umwelt Tierschutz                                                               | Ja                               | 10           |
| 18  | PARTEILOSE WG „BRD“   | Parteilose Wählergemeinschaft in der Bundesrepublik Deutschland                               | Nein, formelle Gründe            | –            |
| 19  | Die PARTEI            | Partei für Arbeit, Rechtsstaat, Tierschutz, Elitenförderung und basisdemokratische Initiative | Ja                               | 16           |
| 20  | B*                    | bergpartei, die überpartei ökoanarchistisch-realdadaistisches sammelbecken                    | Ja                               | 1            |
| 21  | BP                    | Bayernpartei                                                                                  | Ja                               | 1            |
| 22  | MENSCHLICHE WELT      | Menschliche Welt für das Wohl und Glücklich-Sein aller                                        | Ja                               | 3            |
| 23  |                       | Demokratischer Frühling                                                                       | Nein, keine Parteieigenschaft    | –            |
| 24  | FHPG                  | Freien Heiden Partei Germany                                                                  | Nein, keine Parteieigenschaft    | –            |
| 25  | TPD                   | Transhumane Partei Deutschland                                                                | Ja                               | 0            |
| 26  | ÖDP                   | Ökologisch-Demokratische Partei                                                               | Ja                               | 13           |
| 27  | DM                    | Deutsche Mitte Politik geht anders…                                                           | Ja                               | 10           |
| 28  | SVP                   | Sächsische Volkspartei                                                                        | Nein, keine Parteieigenschaft    | –            |
| 29  | DIE FRAUEN            | Feministische Partei Die Frauen                                                               | Ja                               | 0            |
| 30  | 1.U.d.M.              | 1. Union der Menschlichkeit Bewegung zum Wohle Aller                                          | Nein, keine Parteieigenschaft    | –            |
| 31  | FAMILIE               | Familien-Partei Deutschlands                                                                  | Ja                               | 0            |
| 32  | DBD                   | Demokratische Bürger Deutschland                                                              | Nein, Beteiligung zurückgezogen  | –            |
| 33  | DiB                   | Demokratie in Bewegung                                                                        | Ja                               | 8            |
| 34  |                       | Die Mitte                                                                                     | Nein, formelle Gründe            | –            |
| 35  | FWD                   | Freie Wähler Deutschland                                                                      | Nein, keine Parteieigenschaft    | –            |
| 36  | Volksabstimmung       | Ab jetzt … Demokratie durch Volksabstimmung Politik für die Menschen                          | Ja                               | 1            |
| 37  | Die Humanisten        | Partei der Humanisten                                                                         | Ja                               | 1            |
| 38  | NPD                   | Nationaldemokratische Partei Deutschlands                                                     | Ja                               | 15           |
| 39  | Bündnis C             | Bündnis C – Christen für Deutschland                                                          | Ja                               | 0            |
| 40  | BGE                   | Bündnis Grundeinkommen Die Grundeinkommenspartei                                              | Ja                               | 16           |
| 41  | V-Partei³             | V-Partei³ – Partei für Veränderung, Vegetarier und Veganer                                    | Ja                               | 12           |
| 42  | Gesundheitsforschung  | Partei für Gesundheitsforschung                                                               | Ja                               | 3            |
| 43  | JED                   | Jugend- und Entwicklungspartei Deutschlands                                                   | Ja                               | 0            |
| 44  | du.                   | Die Urbane. Eine HipHop Partei                                                                | Ja                               | 1            |
| 45  | DTS                   | Deutsche Tradition Sozial                                                                     | Nein, formelle Gründe            | –            |
| 46  |                       | Neue Liberale – Die Sozialliberalen                                                           | Ja                               | 0            |
| 47  | DIE EINHEIT           | Die Einheit                                                                                   | Ja                               | 0            |
| 48  |                       | Allianz Deutscher Demokraten                                                                  | Ja                               | 1            |
| 49  | REP                   | Die Republikaner                                                                              | Ja                               | 0            |
| 50  | PIRATEN               | Piratenpartei Deutschland                                                                     | Ja                               | 11           |
| 51  | PdAD                  | Partei der Arbeit Deutschlands                                                                | Nein, formelle Gründe            | –            |
| 52  | Die Grauen            | Die Grauen – Für alle Generationen                                                            | Ja                               | 1            |
| 53  | HJZ                   | Hier und Jetzt – Die Zukunft                                                                  | Nein, formelle Gründe            | –            |
| 54  | BGD                   | Bund für Gesamtdeutschland                                                                    | Nein, formelle Gründe            | –            |
| 55  | PDV                   | Partei der Vernunft                                                                           | Ja                               | 1            |
| 56  | KRD                   | Konvent zur Reformation Deutschlands Die Goldene Mitte                                        | Nein, keine Parteieigenschaft    | –            |
| 57  | ZENTRUM               | Deutsche Zentrumspartei – Älteste Partei Deutschlands gegründet 1870                          | Ja                               | 0            |
| 58  | SGP                   | Sozialistische Gleichheitspartei, Vierte Internationale                                       | Ja                               | 2            |
| 59  | IDEALE                | Ideale                                                                                        | Nein, keine Parteieigenschaft    | –            |
| 60  | Schöner Leben         | Schöner Leben                                                                                 | Nein, formelle Gründe            | –            |
| 61  | MIETERPARTEI          | Mieterpartei                                                                                  | Ja                               | 0            |
| 62  | DEGP                  | Deutsche Gerechtigkeits Partei                                                                | Nein, formelle Gründe            | –            |
| 63  | INTAKT                | Interaktive Demokraten                                                                        | Nein, formelle Gründe            | –            |